# Rudolf Dimpfel
Rudolf Arthur Dimpfel (* 14. Februar 1892 in Leipzig; † 20. Oktober 1971 in Hannover) war ein deutscher Verleger, Buchhändler und Genealoge. 

## Leben
Er war der Sohn des Kaufmanns Arthur Dimpfel. Zu seinen Vorfahren väterlicherseits zählt der Kaufmann und Verleger Johann Hinrich Dimpfel aus Hamburg. Nach dem Besuch der Thomasschule in Leipzig, war er als Buchhändler tätig. Am 1. September 1920 machte er sich in Leipzig als Verlagsbuchhändler und Antiquar im Verlag Wilhelm Heims selbstständig. 1926 wurde Rudolf Dimpfel Schriftführer des Vereins für die Geschichte Leipzig. Außerdem war er Mitglied der Deutschen Gesellschaft in Leipzig. Bekannt wurde er vor allem durch seine Veröffentlichungen über Familien- und Kulturgeschichte.
Die Stadtbibliothek Leipzig erwarb von ihm 1949 das Manuskript Aus dem Nachlaß des Oberbürgermeisters Tröndlin.

## Werke (Auswahl)
- Klopstocks Hamburger Verwandte. Familiengeschichtliche Blätter 22 (1924), Sp. 107–110
- Geschichte der Familie Dimpfel. 1938, 3. Ausgabe, Leipzig C.1.
- Der Leipziger Oberbürgermeister Dr. Carl Bruno Tröndlin. Ein Lebensbild. Wilhelm Heims Verlag, Leipzig 1935.
- Biographische Nachschlagewerke, Adelslexika, Wappenbücher : systematische Zusammenstellung für Historiker und Genealogen, Wiesbaden 1969